# دیگو مرکادو
دیگو مرکادو (انگلیسی: Diego Mercado؛ زادهٔ ۳ ژانویهٔ ۱۹۹۷) بازیکن فوتبال اهل آرژانتین است.
از باشگاه‌هایی که در آن بازی کرده‌است می‌توان به باشگاه اتلتیکو ایندپندینته اشاره کرد.